# Сюзан Стил-Килрейн
Сюзан Лей Стил-Килрейн (на английски: Susan Leigh Still Kilrain) е астронавтка от НАСА, участвала в 2 космически полета. Пилот на мисиите STS-83 и STS-94.

## Образование
Сюзан Стил завършва елитен частен колеж в Нейтик, Масачузетс през 1979 г. През 1982 г. получава бакалавърска степен по аерокосмическо инженерство от университета Embry–Riddle Aeronautical University. През 1985 г. завършва магистратура по същата специалност в Технологичния институт на Джорджия.

## Военна кариера
До 1985 г., Килрейн работи в Локхийд. След защита на магистратурата си постъпва в USN и става морски пилот през 1987 г. Лети на самолет А-6 Intruder от бойна ескадрила 33 (VF-33), базирана в Ки уест, Флорида. Завършва школа за тест пилоти като първенец на випуск 103. Назначена е в бойна ескадрила 101 (VF-101) във Вирджиния. Лети на F-14 Tomcat. По време на службата си има над 3000 полетни часа на реактивни самолети.

## Служба в НАСА
Сюзан Стил-Килрейн е избрана за астронавт от НАСА на 12 декември 1994 г., Астронавтска група №15. Обучението и за астронавт започва през март 1995 г. След завършване на курса получава първите си назначения като CAPCOM офицер на четири поредни мисии. Участва в два космически полета и става втората жена (след Айлин Колинс) в света пилот на космическата совалка.
| Космически полети на Сюзан Стил-Килрейн                            | Космически полети на Сюзан Стил-Килрейн | Космически полети на Сюзан Стил-Килрейн | Космически полети на Сюзан Стил-Килрейн | Космически полети на Сюзан Стил-Килрейн | Космически полети на Сюзан Стил-Килрейн | Космически полети на Сюзан Стил-Килрейн |
| №                                                                  | Дата                                    | КК                                      | Емблема на мисията                      | Функции                                 | Продължителност                         |                                         |
| ------------------------------------------------------------------ | --------------------------------------- | --------------------------------------- | --------------------------------------- | --------------------------------------- | --------------------------------------- | --------------------------------------- |
| 1                                                                  | 4 април 1997                            | „Колумбия“, мисия STS-83                |                                         | Пилот                                   | 3 денонощия 23 часа 13 мин. 38 сек.     |                                         |
| 2                                                                  | 1 юли 1997                              | „Колумбия“, мисия STS-94                |                                         | Пилот                                   | 15 денонощия 16 часа 45 мин. 29 сек.    |                                         |
| Сумарно време в космоса – 19 денонощия 15 часа 59 минути и 07 сек. |                                         |                                         |                                         |                                         |                                         |                                         |

- Сюзан Стил-Килрейн е втората жена в света пилот на космическата совалка.
- Единственият екипаж на НАСА, който повтаря мисия.

Сюзан Стил-Килрейн напуска НАСА през декември 2002 г. и USN през 2005 г.

## Личен живот
Сюзан Стил-Килрейн е омъжена за командира от флотските специални части (SEAL) Колин Килрейн. Двамата имат четири деца. Семейството живее във Вирджиния бийч, щата Вашингтон.

## Награди
1. Медал „За отлична служба“;
2. Медал „За похвална служба“;
3. Медал „За похвала на USN“;
4. Медал за постижения в службата;
5. Медал за служба в Националната отбрана;
6. Медал на НАСА за участие в космически полет (2).